# سفارة فرنسا في أوزبكستان
سفارة فرنسا في أوزبكستان هي أرفع تمثيل دبلوماسي لدولة فرنسا لدى أوزبكستان. تقع السفارة في طشقند وهي تهدف لتعزيز المصالح الفرنسية في أوزبكستان.

## وصلات خارجية
- الموقع الرسمي
- قائمة سفارات فرنسا
- قائمة السفارات في أوزبكستان